# Nothobranchius lucius
Nothobranchius lucius är en fiskart som beskrevs av Wildekamp, Shidlovskiy och Watters 2009. Nothobranchius lucius ingår i släktet Nothobranchius och familjen Nothobranchiidae. Inga underarter finns listade i Catalogue of Life.